# Lunnagård

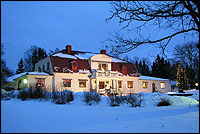
Lunnagård.

Lunnagårds sjukhem ligger i norra delen av Eksjö. Lunnagård har sedan 1922 varit sjukhem. Tillbyggnad gjordes år 1986 samt 1999 och har utökats med ytterligare en tillbyggnad som förbinder annexet med huvudbyggnaden. I dagsläget finns det plats för 35 patienter med eget rum.
I nutid vårdas patienter med demenstillstånd eller psykiska sjukdomar från 50-årsåldern och uppåt.